# Ninette y un señor de Murcia
Ninette y un señor de Murcia és una obra de teatre de l'espanyol Miguel Mihura, estrenada el 3 de setembre de 1964 al Teatro de la Comedia de Madrid.
Ha estat adaptada al cinema en dues ocasions, la primera dirigida per Fernando Fernán Gómez en 1965 i la segona en 2005, dirigida per José Luis Garci.

## Estructura
Comèdia en dos actes, el primer dividit en un pròleg i dos quadres. El segon acte dividit en 4 actes

## Argument
L'obra descriu les peripècies d'Andrés, un jove i ingenu murcià que decideix deixar la seva terra natal per a viure emocions en París, on acudeix atret per les històries que li conta el seu compatriota Armando. Una vegada a la ciutat de la Llum, Armando li busca allotjament a la pensió de Madame Bernarda i Monsieur Pierre, una parella d'espanyols exiliats després de la Guerra Civil. Andrés coneixerà Ninette, la filla de tots dos i s'enamorarà perdudament d'ella fins al punt de no abandonar la pensió en tota la seva estada a París.

## Ninette: Modas de París
El 7 de setimbre de 1966 es va estrenar la continuació de l'obra, amb el títol Ninette: Modas de París, comèdia en dos actes, el segon dividit en dos quadres. Andrés i Ninette, després de contreure matrimoni, s'instal·len en Múrcia, al costat dels pares d'ella. Andrés recupera el negoci familiar, una botiga d'articles religiosos. No obstant això, la monòtona vida de províncies provoca l'avorriment d'una jove acostumada a l'enrenou parisenc. Disposada a no deixar-se vèncer per la desídia, decideix obrir una boutique.

## Adaptacions

### Teatre
- 1964 (estrena): Teatro de la Comedia de Madrid. Intèrprets: Juanjo Menéndez (Andrés), Paula Martel (Ninette), Alfredo Landa (Armando), Rafael López Somoza (M. Pierre), Aurora Redondo (Mme. Bernarda).[1]

- 1972: Intèrprets: Manuel Zarzo (Andrés), Teresa Rabal (Ninette), José María Escuer, Joaquín Embid, Encarna Abad. Produïda per la Companyia Tirso de Molina.[2]

- 2003: Intèrprets: Bruno Squarcia (Andrés), Carmen Morales (Ninette), Antonio Medina (Armando), Fernando Delgado (M. Pierre), Elena Sandón (Mme. Bernarda). Produïda per la companyia TELON CORTO.[3]

- 2015: Intèrprets: Jorge Basanta (Andrés), Natalia Sánchez (Ninette), Javier Mora (Armando), Miguel Rellán (M. Pierre), Julieta Serrano (Mme. Bernarda). Produïda per la companyia La Ruta Teatro i coproduïda pel Teatro Circo de Murcia.[4]

### Cinema
- Ninette y un señor de Murcia (1965), de Fernando Fernán Gómez. Intèrprets: Fernando Fernán Gómez (Andrés), Rosenda Monteros (Ninette), Alfredo Landa (Armando), Rafael López Somoza (M. Pierre), Aurora Redondo (Mdme. Bernarda).

- Ninette (2005), de José Luis Garci. Intèrprets: Carlos Hipólito (Andrés), Elsa Pataky (Ninette), Enrique Villén (Armando), Fernando Delgado (M. Pierre), Beatriz Carvajal (Mdme. Bernarda). Supone una adaptación de las dos obras.

### Televisió
- 1970 a Estudio 1: intèrprets: José María Mompín (Andrés), Paula Martel (Ninette), Tomás Zori (Armando), Rafael López Somoza (M. Pierre), Aurora Redondo (Mdme. Bernarda), María Silva (Maruja).
- 31 de maig de 1974 a Noche de Teatro: intérpretes: Rafael López Somoza, Paula Martel, José María Mompin, Aurora Redondo, Tomás Zori
- 1984, sèrie de televisió de RTVE de vuit capítols, intèrprets: Juanjo Menéndez (Andrés), Victoria Vera (Ninette), Alfredo Landa (Armando), Ismael Merlo (M. Pierre), Florinda Chico (Mdme. Bernarda), María Casal (Maruja).[5]